# (19132) Le Clézio
(19132) Le Clézio, désignation internationale (19132) Le Clezio, est un astéroïde de la ceinture principale.

## Description
(19132) Le Clézio est un astéroïde de la ceinture principale. Il fut découvert par Eric Walter Elst le 13 février 1988 à l'ESO. Il présente une orbite caractérisée par un demi-grand axe de 2,77 UA, une excentricité de 0,155 et une inclinaison de 7,55° par rapport à l'écliptique.
Il fut nommé en hommage à l'écrivain franco-mauricien Jean-Marie Gustave Le Clézio, né en 1940, prix Nobel de littérature.

## Compléments